# Cherrie Sherrard
Cherrie Sherrard (Cherrie Mae Sherrard, geb. Parish; * 25. August 1938 in Dallas) ist eine ehemalige US-amerikanische Hürdenläuferin.
Über 80 m Hürden schied sie bei den Olympischen Sommerspielen 1964 in Tokio im Vorlauf aus und siegte bei den Panamerikanischen Spielen 1967 in Winnipeg.
Viermal wurde sie US-Meisterin über 80 m Hürden bzw. 100 m Hürden (1961, 1962, 1965, 1966).

## Persönliche Bestzeiten
- 80 m Hürden: 10,5 s, 20. August 1967, Toronto
- 100 m Hürden: 13,6 s, 2. Juli 1965, Columbus